# Consejo Nacional de Seguridad Marítima
El Consejo Nacional de Seguridad Marítima es un órgano colegiado de apoyo al Consejo de Seguridad Nacional. El Consejo refuerza las relaciones de coordinación, colaboración y cooperación entre las distintas Administraciones Públicas con competencias en materia de seguridad marítima, así como entre los sectores públicos y privados, y facilita la toma de decisiones del propio Consejo mediante el análisis, estudio y propuesta de iniciativas tanto en el ámbito nacional como en el internacional.
El Presidente de este consejo es el Jefe de Estado Mayor de la Defensa y únicamente a éste corresponde su convocatoria. El Consejo Nacional de Seguridad Marítima se creó por Acuerdo del Consejo de Seguridad Nacional del 5 de diciembre de 2013.

## Funciones
El Consejo Nacional de Seguridad Marítima ejerce las siguientes funciones:
- Apoyar la toma de decisiones del Consejo de Seguridad Nacional en materia de seguridad marítima mediante el análisis, estudio y propuesta de iniciativas tanto en el ámbito nacional como en el internacional.
- Reforzar las relaciones de coordinación, colaboración y cooperación entre las distintas Administraciones Públicas con competencias relacionadas con el ámbito de la seguridad marítima, así como entre los sectores público y privado.
- Contribuir a la elaboración de propuestas normativas en el ámbito de la seguridad marítima para su consideración por el Consejo de Seguridad Nacional.
- Prestar apoyo al Consejo de Seguridad Nacional en su función de verificar el grado de cumplimiento de la Estrategia de Seguridad Nacional en lo relacionado con la seguridad marítima y promover e impulsar sus revisiones.
- Verificar el grado de cumplimiento de la Estrategia de Seguridad Marítima Nacional e informar al Consejo de Seguridad Nacional.
- Impulsar los estudios necesarios y hacer propuestas para que la Estrategia de Seguridad Marítima Nacional evolucione armónicamente con respecto a la Política Marítima Integrada, la futura Estrategia Europea de Seguridad Marítima y otras estrategias con dimensión internacional.
- Realizar la valoración de los riesgos y amenazas, analizar los posibles escenarios de crisis, estudiar su posible evolución, elaborar y mantener actualizados los planes de respuesta y formular directrices para la realización de ejercicios de gestión de crisis en el ámbito de la seguridad marítima y evaluar los resultados de su ejecución, todo ello en coordinación con los órganos y autoridades directamente competentes.
- Contribuir a la disponibilidad de los recursos existentes y realizar los estudios y análisis sobre los medios y capacidades de las distintas Administraciones Públicas y Agencias implicadas con la finalidad de catalogar las medidas de respuesta eficaz en consonancia con los medios disponibles y las misiones a realizar, todo ello en coordinación con los órganos y autoridades directamente competentes y de acuerdo con las competencias de las diferentes Administraciones Públicas implicadas en el ámbito de la seguridad marítima.
- Facilitar la coordinación operativa entre los órganos y autoridades competentes cuando las situaciones que afecten a la seguridad marítima lo precisen y mientras no actúe el Comité Especializado de Situación.
- Todas aquellas otras funciones que le encomiende el Consejo de Seguridad Nacional.

## Reuniones
- El Consejo se constituyó oficialmente en la Reunión del Consejo de Seguridad Nacional del 14 de febrero de 2014.
- Reunión del Consejo Nacional de Seguridad Marítima 17 de noviembre de 2015.[3]
- Reunión del Consejo Nacional de Seguridad Marítima 16 de febrero de 2016.[4][5]
- Reunión del Consejo Nacional de Seguridad Marítima 10 de enero de 2017.[6][7]
- Reunión del Consejo Nacional de Seguridad Marítima 15 de marzo de 2018.[8]